# 菱刈鉱山
菱刈鉱山（ひしかりこうざん）は、鹿児島県伊佐市の菱刈地区東部にある鉱山。現在日本国内で商業的規模の操業が行われている唯一の金鉱山であり、歴史的に見ても金の産出量・推定埋蔵量ともに日本最大である。金の他に銀も産出する。

## 概要
菱刈町は、江戸時代において産金地であった。そのため、1960年代より金属鉱業事業団（現：独立行政法人 エネルギー・金属鉱物資源機構）が金鉱探査を行い、1981年（昭和56年）に鉱脈を発見した。住友金属鉱山により1985年から採鉱が行われている。鉱石中に含まれる金の含有量が一般的な鉱山の約8倍もあり、本鉱山の産金量は年間国内産金量の9割以上を占めている。

## 運営状況
菱刈鉱山における金埋蔵量は250トンと推定され、これは日本の他の主要金山全てを合計したものを上回る大規模なものである。開山前の1982年に住友金属鉱山が行ったボーリング調査では、6本すべてが鉱脈にあたるなど、埋蔵量は驚異的であり、調査の都度推定量が増えている。1997年（平成9年）には鉱山の累計産金量が佐渡金山（83トン、閉山済み）を抜き、日本一となった。2012年（平成24年）には、埋蔵量30トン、時価約1300億円相当の新たな金鉱脈も発見された。
現在も年間6トンもの金を産出する、商業ベースで大規模な操業が行われている日本唯一の現役金鉱山であり、一般人の見学・立ち入りは許可されていない。住友金属鉱山の技術者養成の場としての機能も兼ねており、60人が働き、掘られた坑道は総延長100キロメートル以上に及ぶ（坑口は標高265メートルであるが、海抜マイナス50メートルまで掘削されている）。2020年3月時点の累計産金量は248.2トン。掘り出された鉱石は選別されたうえで、同社東予工場（愛媛県西条市）に運ばれて製錬され、紛争鉱物でないことを示す「コンフリクトフリー」の認証を受けて出荷している。
また菱刈鉱山の金鉱石は高品位という特徴があり、通常の金鉱石の品位は数グラム/トンであるのに対し、菱刈のものは鉱床探査の試錐で290グラム/トン、鉱山の平均でも約40グラム/トンと世界平均の約10倍の含有率であり、世界一の金品位とされる。この鉱脈はマグマの活動に伴う熱水の活動によって形成された「浅熱水性鉱脈型金銀鉱床」であると推定されている。
なお、従来の鉱山では鉱内鉄道やトロッコが使用されていたのに対し、菱刈鉱山では当初から鉱内からダンプカーで搬出するトラックレス・マイニング方式を導入している。
同鉱山では約65℃の温泉が坑内で湧出しており、一部は副産物として湯之尾温泉へ供給されている（残りは冷却のうえ川内川に放出している）。この湯之尾温泉では鉱山での採掘以前には間欠泉が存在したが採掘後には枯渇し、さらには温泉街では地盤沈下を起こした。現在では温泉宿は別の場所に移転し、鉱山からの供給湯で営業している。

## テレビ番組
- 日経スペシャル ガイアの夜明け ゴールドを世界が狙う ～金争奪戦･･･日本の技術で挑め～（2008年9月2日、テレビ東京）[15]。-世界有数の超高純度の金鉱山で技術を磨け！。